# Міністерство місцевої промисловості Української РСР
Міністерство місцевої промисловості Української РСР — республіканське міністерство, входило до системи органів місцевої промисловості СРСР і підлягало в своїй діяльності Раді Міністрів УРСР.

## Історія
Створене з Народного комісаріату місцевої промисловості УРСР у березні 1946 року у зв'язку з переформуванням наркоматів. 25 травня 1953 року об'єднане з Міністерством місцевої паливної промисловості Української РСР і називалося Міністерство місцевої і паливної промисловості Української РСР. 31 травня 1957 року ліквідоване. 23 жовтня 1965 року знову утворене.

## Народні комісари місцевої промисловості УРСР
- Сухомлин Кирило Васильович (1934—1935)
- Алексєєв Микита Олексійович (1935—1936)
- Чубар Трохим Якович (1937—1938)
- Ульяненко Логвин Іванович (1938—1943)
- Онищенко Григорій Потапович (1943—1946)

## Міністри місцевої промисловості УРСР
- Онищенко Григорій Потапович (1946—1949)
- Єременко Анатолій Петрович (1949—1951)
- Гриценко Павло Пилипович (1951—1953)

## Міністри місцевої і паливної промисловості УРСР
- Сєнін Іван Семенович (1953—1953)
- Валуєв Володимир Миколайович (1953—1954)
- Гриценко Павло Пилипович (1954—1957)
- Валуєв Володимир Миколайович (1957—1957)

## Міністри місцевої промисловості УРСР
- Єременко Анатолій Петрович (1965—1970)
- Гаєвський Юрій Федорович (1970—1986)
- Бондар Юрій Олександрович (1986—1990)